# Ujściei csata
Az Ujściei csata Lengyel–Litván Unió és Svédország közötti ún. északi háború első ütközete 1655. július 24–25-én. Az esemény egyik szégyenfoltja a lengyel történelemnek, mivel a betörők előtt a lengyel sereg – rövid ellenállást követően – letette a fegyvert és a svéd király X. Károly Gusztáv alá adta magát.

## Előzmények
1655-ben a X. Károly Gusztáv svéd király és a Riksdag háborút deklarált több mint negyedszázados nyugalom után a lengyel–litván állam ellen, azon okból, hogy II. János Kázmér igényt támaszt a svéd trónra. A svédek mellé állt a brandenburgi választó is.

A lengyel haderő nagyobb részét ekkor még keleten az oroszok és a Bohdan Hmelnickij vezette kozákok elleni háború kötötte le Litvániában, Ukrajnában és Fehéroroszországban, bár aktív szövetségesük volt a Krími Tatár Kánság.

Brandenburg felől egy tekintélyes számú svéd sereg indítottak Arfuid Wittemberg generális vezetésével. Eközben Bogusław Leszczyński 1655 júniusában kihirdette Nagy-Lengyelországban – köztük a Kaliszi és a Poznańi vajdaságokban –, a nemesi felkelést és a parasztokat is hadba szólították.

## A hadak összetoborzása
A közeledő aratási és egyéb nyári munkák miatt a vidék nemessége és parasztjai csak lassan szállingóztak a táborba. Az elsőként beérkező kaliszi vajda, Andrzej Grudziński a hiányosságokat tapasztalva pátenst adott ki, amelyben megparancsolta, hogy legkésőbb június 27-én vonuljanak be az emberek. A táborban összegyűlt vitézek között ott volt a későbbi lengyel király Sobieski János is.

Ekkora Wittemberg serege már közeledett Nagy-Lengyelország felé, míg a kitűzött időpontra, 27-ére a lengyel nemesek és a közfelkelők megjelentek a táborban. A friss, még harcban részt nem vett reguláris ezredek mellett banderiális és egyszerű paraszti csapatok voltak, utóbbiak nagyjából harmad-negyedrangú erőt tettek ki a képzett, harcedzett és jól felszerelt svéd sereggel szemben, aminek vezére tapasztalt veterán katona volt és jeles érdemeket szerzett a harmincéves háború németországi hadjárataiban. A svédek mellett ott lovagolt egy volt kancellár és marsall, Hieronim Radziejowski, aki a szejmben összetűzésbe került számos lengyel főúrral és a királlyal is. Privát sérelmeiért bosszút akarván állni lelkesen asszisztált a svéd betöréshez és titkon további árulókat keresett. A svéd király azonkívül megígérte Radziejowskinak, hogy a svéd korona tartományával szervezett Nagy-Lengyelország kormányzói székébe is ő ülhet bele.

## A lengyelek hadállása
Röviddel Grudziński megérkezése után egy másik lengyel főúr, Krzysztof Opaliński poznańi vajda is a sereghez csatlakozott. Ők ketten lettek a parancsnokok, azonban nekik is hiányos harci tapasztalataik voltak. Igazi hadvezető képességekkel csak az alacsonyabb rangú kapitányok és ezredeskapitányok bírtak. Köztük volt Władysław Michał Skoraszewski ezredeskapitány, akinek tanácsára a vajdák eljártak. A lengyel sereg három helyen ütött tábort: Piła, Wieluń és Ujście mellett. Skoraszewski elképzelése szerint ezt a három pontot kell megerősíteni, továbbá az előttük elterülő két folyó, a Noteć és Głab szakaszának gázlói előtt sáncokat ásni. A táborok szorosan egymás mellett álltak, hogy hatékonyabb tudják kivédeni a támadásokat. Amelyik ponton az ellenség átkel, arra teljes erővel rá kell csapni. A főpontot Ujście képezte, itt volt a poznańi vajda főhadiszállása.

Az eddig beérkezett csapatokból a lengyelek már több mint tizennégyezer embert tettek ki.

## A svéd taktika
Wittemberg lassan haladt előre és még júliusban vagy három hetet vesztegelt német területen, hogy a lengyelek készenléte alábbhagyjon. S valóban, július 16-án már sokan távozni akartak a táborból, mert egyetlen svédről sem érkezett hír. Skoraszewski úgy döntött, hogy portyázni indul. Mialatt távol volt zavargás tört ki a sereg kálvinista lengyeleivel, s közben az Odera vonalán már hömpölygött a „svéd özönvíz” 17 ezer fős serege 72 ágyúval. A svéd sereg bizonyos idegen katonákból, elsősorban német zsoldosokból állt, amellett a tisztikar egy része is németekből állt, akik szintén komoly tapasztalatokkal rendelkező, harmincéves háborúból való veteránok voltak.
Július 21-én Heinrichsdorfnál lépték át a lengyel határt a svédek. Gustav Oxenstiernát küldték levéllel a lengyel parancsnokokhoz, akik késlekedtek a válaszadással.

## A csata
Wittemberg harcra készen Wałcznál volt, mikor a lengyelek nem is álltak hadrendbe. A seregben zűrzavar támadt, amikor a vezérek elküldték a választ, míg néhány fős portyázó csapat közben ejtett egypár foglyot.
Csakhamar megjött a svédek megadásra szólító levele június 23-án. A következő nap kezdődött az ütközet megszokott portyázásokkal. Ezeket a svédek azonban könnyedén visszaverték, Wittemberg ugyanis nem a megszokott harcmodorral – lovassági támadás ellen lovassággal –, hanem ágyútűzzel felelt az ilyen támadásokra. Wittemberg tudta, hogy a lengyel lovasság mennyivel felül tudja múlni a svédekét, ezért folyamodott más módszerekhez. A lengyelek gyalogosai is alulmaradtak a svéd gyalogsággal, akiknek új, nagy tűzhatású muskétáik voltak és összehangolt manőverekben és fegyelemben fölényt tanúsítottak.

A svédek ujściei tábor ellen kezdtek támadásba, ahonnan szemből ágyútüzet kaptak. A sáncok védelmében azonban az ellenség fedezve volt szemből és nem sok kárt tettek bennük a lengyel ágyúk. Két lengyel zászlóalj még egy rohamra tett kísérletet a svéd állások ellen, ezeket azonban visszaverték.

A lengyel nemesek körében érthetetlenség és felháborodás követte Wittemberg stratégiai lépéseit, mert felrúgta az addigi hagyományos taktikát, viszont világossá vált a svédek magabiztos fölénye, amellyel szemben a lengyelek nem nyerhettek csatát.
Másnap Opaliński és Grudziński tárgyalni kezdtek Wittemberggel. Radziejowski hamis ígéretekkel, többek közt a svéd királytól várható privilégiumokkal, nagyfokú autonómiával és különböző magas tisztségekkel kecsegtette a vajdákat, akikkel megegyeztek a fegyverletételről. A lengyel sereg másik része próbált ellenállni Skoraszewski vezetésével, de a svédek és a lengyelek megadásra kényszeríttették őket.

## Árulás
Nagy-Lengyelország kapitulált a svédek előtt, további ellenállás az egész országrészben alig. A magukat a svéd király alá helyező lengyelek között volt Sobieski is, aki több mint egy évig volt svéd szolgálatban.

Rövidesen még több nemes, város, sőt egyszerre egész régiók álltak át a svédek oldalára, részben mert elégedetlenek voltak János Kázmér uralmával, másrészt aggasztotta őket a keletről jövő tatár, orosz, török és kozák előretörések, valamint II. Rákóczi György kísérletei a lengyel trón megszerzésére. Többen abban bíztak, hogy Svédország Erdéllyel, Oroszországgal, az Oszmán Birodalommal és a kozákokkal szemben megvédi majd őket.
Wittemberg nyomában X. Károly Gusztáv is vonult hadai élén, a brandenburgi választó hadaival, majd a porosz hercegi seregekkel, melyek az ország nagy részére kiterjesztették uralmukat.

A svéd diadalmenet majd csak a Jasna Góra-i kolostor alatt fog megtorpanni.